# Boel Jacobszn Bicker
Boel Jacobszn Bicker (* vor 1481; † 1505 in Amsterdam) war ein Amsterdamer Patrizier und Bürgermeister.
Boel entstammte dem Geschlecht der Bicker und ist erstmals im Jahre 1481 als Schepen der Stadt in Erscheinung getreten. Diese Funktion hatte er bis in das Jahr 1490 inne.
In den Jahren 1495 und 1497 war er Bürgermeister von Amsterdam.
Zusammen mit seinem Bruder Klaas Jacobsz Bicker war er im Jahre 1498 bei einer Versammlung zugegen, um das alte Gesetz des freien Handels nach Amsterdam zu erneuern.